# 夏尔·勒鲁
夏尔·爱德华·加布里埃尔·勒鲁（法語：Charles Edouard Gabriel Leroux，1851年9月13日—1926年7月4日）是法国出生的音乐家、作曲家、法国陆军上尉、四级圣宝勋章、五级旭日勋章和荣誉军团勋章（骑士） 的獲得者。通过教授當時的日本如何創作军乐，他为日本现代音乐的传播和发展做出了贡献。由他所創造的《扶桑歌》和《拔刀隊》的編曲被用作《陸軍分列行進曲》的基礎，而此曲至今仍被日本陆上自卫队及日本警察用作检阅仪式上的进行曲。

## 經歷
在1851年他生于巴黎一个经营高端家具生意的富裕家庭並自幼就開始学习音乐。在1870年，他进入了巴黎音乐学院，主修钢琴。 师从安托万·马蒙泰尔。
在1872年，他应征入伍，并被分配到第62步兵团。次年（1873年），他成为一名团乐队成员。在1875年他被调入步兵第78团，任副军乐队指挥 ， 直到1879年他晋升为该团军乐队指挥，并出版了他的管乐团，钢琴作品和编曲。
1884年（明治17年），他作为法国军事顾问团的成员来到日本。他追随前任古斯塔夫·夏尔·德西尔·达格龙（Gustave Charles Desire Dagron) 的脚步，指挥新生的日本陆军军乐队并创作了《扶桑歌》和《拔刀隊》等歌曲。
1886年（明治19年）他荣获五级旭日勋章。1889年（明治22年）返回日本，被任命为里昂第98步兵团军乐队队长。 1897年，他获得了军官学院勋章。 1899年，他成为一级乐团指挥（相当于队长）。1900年，他荣获荣誉军团勋章（骑士勋章）。1906年，他从法国军队退役，住在蒙索莱米讷。他参与了当地煤矿小镇铜管乐队的教学。
1910年（明治43年）他发表了法国第一篇关于日本音乐的论文并於同年获得四级圣宝勋章。
在他生命的最后几年，他住在凡尔赛宫，并于1926年7月4日在马真塔街的家中去世。享年74岁。